# Missió Clementine
Clementine (oficialment anomenat Deep Space Program Science Experiment (DSPSE)) va ser un projecte conjunt espacial estatunidenc entre el Ballistic Missile Defense Organization (BMDO, anteriorment conegut com el Strategic Defense Initiative Organization, o SDIO) i la NASA. Va ser llançat el 25 de gener de 1994 amb l'objectiu de posar a prova els sensors i els components de la nau sota una exposició perllongada a l'ambient espacial i per fer observacions científiques de la Lluna i l'asteroide proper a la Terra 1620 Geographos. Les observacions de Geographos no es van fer a causa d'una avaria de la nau espacial.
Les observacions lunars van incloure la creació d'imatges en diferents longituds d'ona en el visible, així com en ultraviolat i infraroig, altimetria de telemetria làser, gravimetria, i mesuraments de partícules carregades. Aquestes observacions van ser a l'efecte de l'obtenció d'imatges multiespectrals de la totalitat de la superfície lunar, l'avaluació de la mineralogia de la superfície de la Lluna, l'obtenció d'altimetria des de 60N a 60S de latitud, i l'obtenció de dades de la gravetat per la cara propera. També van haver plans per fer fotografies i determinar la mida, forma, característiques de rotació, propietats de la superfície, cràters i estadístiques de Geographos.

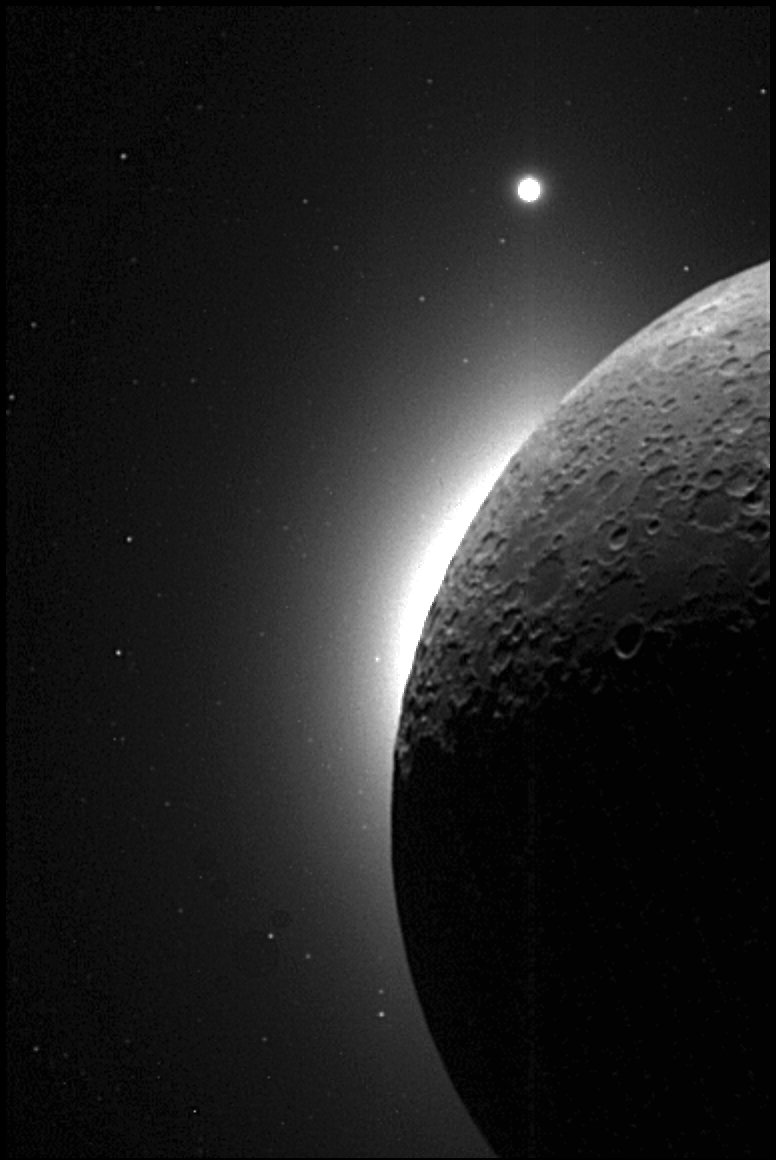
Vista del rastrejador d'estrelles de la Clementine amb la Lluna i Venus a distància

Clementine va transportar set experiments diferents de bord: una càmera UV/Visible, una càmera d'infraroig proper, una càmera d'infraroig de longitud d'ona llarga, una càmera d'alta resolució, dues càmeres rastrejadores d'estrelles, un altímetre làser, un telescopi de partícules carregades. El transponedor en banda S va ser utilitzat per a les comunicacions, el seguiment i l'experiment de gravimetria. El projecte va ser anomenat Clementine per la cançó "Oh My Darling, Clementine" quan la nau seria "lost and gone forever" (cat. perduda i desapareguda per sempre) després de la seva missió.

## Disseny de la Missió
El muntatge va ser a càrrec del Naval Research Laboratory, que va aportar al programa 15 instruments i sensors miniaturitzats, destinats a la detecció de possibles míssils en vol, i que posteriorment es va pensar que a més podien servir per estudiar la superfície lunar.
Amb aquesta última idea en la ment dels dissenyadors, que podia servir per finançar part de les despeses del projecte, avaluats en uns 87 milions de dòlars, es va decidir oferir a la NASA la sonda, que va completar amb 10 instruments més, incloent 6 càmeres que operaven en les bandes visible, infraroig i ultraviolat, així com un telèmetre per làser infraroig.
La sonda tenia forma cilíndrica, amb una longitud d'1,90 metres i un diàmetre d'1,5 metres, dotada de 2 panells amb cèl·lules fotoelèctriques. El seu pes final, una vegada instal·lats els instruments de la NASA, va quedar en 424 quilograms, dels quals la meitat corresponien a combustible.

## Objectius
El programa comprenia el llançament, proves de simulació de detecció de llançaments d'objectes balístics, així com compondre el primer perfil altimètric de la superfície de la Lluna, emprant per a això una estada de tres mesos en òrbita lunar, després de la qual es dirigiria a la trobada de l'asteroide 1620 Geographos, i d'aquí a una trajectòria heliocèntrica.
La Clementine podia calcular per si sola la seva orientació a l'espai, emprant per a això uns sensors fotoelèctrics i unes diminutes càmeres de vídeo capaços de localitzar determinades estrelles. Aquesta habilitat seria vital en un sistema antimíssil real, que ha d'establir vigilància permanent sense necessitat de control de Terra. Clementine va ser enviada també per prendre fotos de la Lluna.

## La nau
La nau espacial tenia forma de prisma octogonal d'1,88 metres d'alt i 1,14 metres d'ample; amb dos panells solars que sobresortien en dos costats oposats paral·lels a l'eix del prisma. Una antena parabòlica fixa d'alt guany estava situada en un extrem del prisma, i la tovera del propulsor 489 N ocupava l'altre extrem. Els sensors van ser agrupats en una de les vuit cares del prisma (situada a 90 graus dels panells solars), situats en un compartiment degudament protegit. L'equip de propulsió de la nau espacial va consistir en un sistema d'hidracina sense propel·lent per al control d'orientació i un bipropel·lent de tetraòxid de nitrogen i el sistema de monometilhidracina per a les maniobres a l'espai. El sistema de bipropel·lent tenia una capacitat total per subministrar uns 1900 m/s en variacions de velocitat, amb prop de 550 m/s requerits per a la inserció lunar i 540 m/s per a la sortida lunar. L'orientació s'establia mitjançant 12 petites toveres de propulsió, dues càmeres rastrejadores d'estels, i dos unitats de mesurament inercial. La nau estava estabilitzada en els seus tres eixos espacials en l'òrbita lunar mitjançant un sistema de rodes inercials amb una precisió de 0,05 graus en el control i de 0,03 graus en els mesuraments. L'energia va ser proporcionada per panells solars capaços de subministrar 15 amperes-hora, 47-Wh/kg, amb bateries (Ni-H) en recipients a pressió. El processament de les dades de la nau es va realitzar amb un equip MIL-STD-1750A (1,7 milions d'instruccions per segon) per a les operacions d'emmagatzematge de dades, control d'orientació, i manteniment; i un processador RISC de 32-bits (18 milions d'IPS) per a processament d'imatges i de les operacions autònomes, i per a un sistema de compressió d'imatge proporcionat per l'Agència Espacial Francesa (CNES). Una seqüència de tractament de dades de les càmeres, operava el sistema de compressió d'imatge, i dirigia el flux de dades. Les dades s'emmagatzemaven en una memòria d'estat sòlid de 2 Gbit.

## Desenvolupament

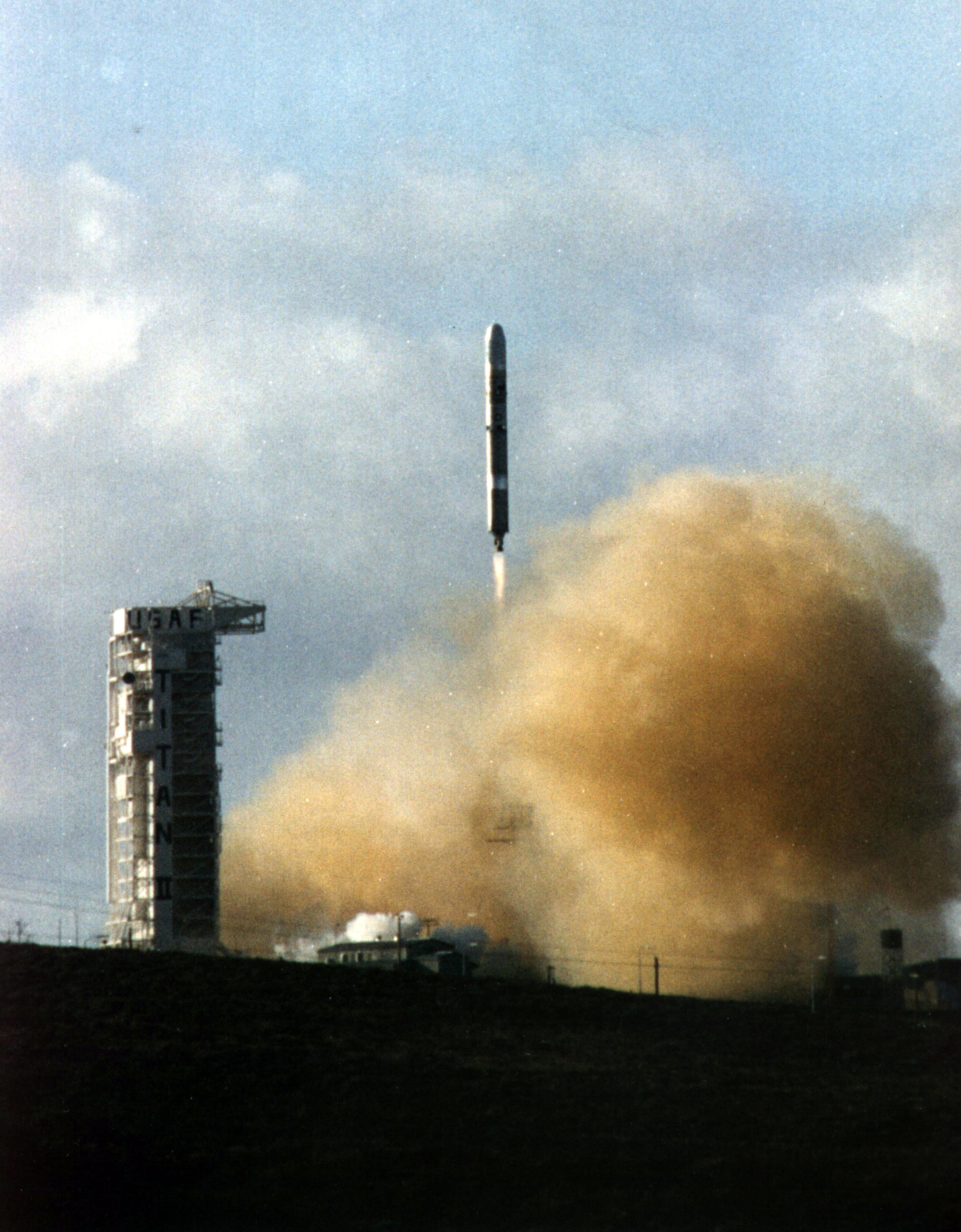
Llançament de la missió Clementine

El llançament es va efectuar el dia 25 de gener de 1994, des del polígon de la Base Vandenberg de la Força Aèria, mitjançant un coet Titan II.
Després d'efectuar dues òrbites a la Terra, es va dirigir a la Lluna. El viatge a l'òrbita de la Lluna va ser bastant llarg, en part per permetre el calibratge dels sensors militars, així com per seguir una trajectòria destinada a l'estalvi de combustible, tan necessari per continuar el viatge cap a l'asteroide.
La Clementine va entrar en òrbita lunar el dia 19 de febrer, i va romandre-hi fins al dia 3 de maig, realitzant 351 òrbites lunars i transmetent a la Terra 1.800.000 imatges multiespectrals d'excel·lent qualitat, obtenint uns 80 Gb d'informació, capaços d'omplir fins a 114 CD-ROM estàndard.
La càmera d'alta resolució de la sonda automàtica permetia captar detalls en la superfície de l'ordre de 15 metres des d'una altitud d'uns 400 quilòmetres, obtenint-se un 99% de cobertura fotogràfica de la superfície lunar, incloent-hi zones que encara romanien sense cartografiar, especialment dels pols lunars, estudiats en alguna de les campanyes de l'ALPO.
L'experiment més cobejat consistia a dirigir un feix de ràdio procedent de la sonda sobre una zona a explorar, i esperar que el rebot, captat a la Terra, pogués oferir senyals polaritzats similars a les quals emet la superfície del gel. Amb això es podia establir si realment existien borses d'aigua en forma sòlida ocultes en la superfície lunar.
El 4 de maig de 1994, després de finalitzar la primera part de la seva missió, la Clementine va encendre el seu propulsor principal, abandonant l'òrbita lunar, amb la intenció de dirigir-se cap a l'asteroide Geographos. El dia 7, tan sols tres dies després, una fallada informàtica va ordenar als quatre motors de control de posició que obrissin les seves vàlvules, amb la qual cosa tota la reserva de gas es va perdre a l'espai, fent que la sonda girés de forma eixelebrada a més de 80 rpm sense poder recuperar una posició estable. Després de diverses setmanes d'intents infructuosos per recuperar l'estabilitat de la sonda, es va decidir emprar el motor principal per modificar la trajectòria i retornar-la a una òrbita terrestre.
La Clementine, llavors amb els sensors desactivats, es va mantenir en una òrbita terrestre molt allargada, amb un apogeu molt proper a la distància lunar.
El dia 2 de desembre de 1996, un comentari tret de context va anunciar al món sencer el descobriment d'aigua en forma de gel en el fons del cràter denominat Aitken, sotmès a ombres perennes a causa de la seva profunditat i a les altes parets que l'envolten.
Aquesta notícia va ser desmentida oficialment per l'astrònom Richard Simpson, que, no obstant això, va avançar que els resultats finals de les investigacions encara trigarien a arribar, a causa de la seva complexitat i a l'enorme quantitat de dades enviades per la sonda automàtica. No obstant això, aquests primers rumors van ser confirmades posteriorment l'any 2009 amb les dades enviades per la nau "Lunar CRater Observation and Sensing Satellite" (LCROSS), amb evidències concloents de l'existència de gel en el pol sud de la Lluna.